# Industria
Industria — компьютерная игра в жанре шутера от первого лица с элементами головоломки, разработанный независимой студией Bleakmill Games и изданный Headup Games. Игра вышла 9 октября 2021 года на персональных компьютерах под управлением Windows.

## Игровой процесс
Industria сочетает элементы шутера и головоломки. Игроки исследуют локации, решают загадки и сражаются с механическими врагами. В арсенале героини пять видов огнестрельного оружия. Героиня исследует мир, взаимодействие с которым происходит по законам физики.

## Сюжет
Действие игры начинается в Восточном Берлине в 1989 году, одновременно с падением Берлинской стены. Главная героиня, учёная по имени Нора, идёт в лабораторию к своему парню Уолтеру, где некое экспериментальное устройство переносит Нору в альтернативную реальность — в заброшенный немецкий город Хакавик, выполненный в антураже стимпанка, который патрулируют агрессивные роботы. Ей предстоит выяснить, что случилось с этим городом, и вернуться обратно.

## Отзывы критиков
| Русскоязычные издания | Русскоязычные издания |
| Издание               | Оценка                |
| --------------------- | --------------------- |
| StopGame.ru           | Проходняк             |
| VGTimes               | 7,2/10                |

Степан Песков из StopGame отметил в игре атмосферный дизайн и удачную эстетику стимпанка. Он также назвал сюжет игры «интригующим», однако заметил, что он «грубо» обрывается, оставляя игрока в неведении относительно дальнейшего развития событий.
Святослав Лецкий из VGTimes обратил внимание на проблемы с интерфейсом: в частности, в игре не всегда появляются визуальные указатели, из-за чего ему не всегда удавалось понять, когда и какие предметы необходимо применять. Лецкий также сравнил игру с Half-Life 2, назвав её «инди-версией культового шутера».